# United States Naval Forces Southern Command
Il Comando meridionale delle forze navali degli Stati Uniti / Quarta Flotta (COMUSNAVSO/FOURTHFLT) è un comando dell'U.S. Navy, responsabile su tutte le sue unità navali di superficie, sottomarine e forze aeree dislocate nel Mar dei Caraibi e nei mari adiacenti l'America meridionale. Fornisce le unità navali al comando unificato di teatro dello U.S.Southern Command.

## Missione
La sua missione è focalizzata sul rafforzamento delle alleanze ed accordi con le nazioni della regione, sul supporto al mantenimento della pace, l'assistenza umanitaria durante i disastri naturali e sul supporto alle operazioni antidroga.
Il comando effettua insieme ad una coalizione multinazionale le seguenti operazioni ed esercitazioni:
- UNITAS -  È un'esercitazione navale svolta annualmente fin dal 1959 che coinvolge anche le unità navali di altre marine latino-americane;
- SIFOREX - Organizzata dal Perù e con frequenza biennale, è un'esercitazione focalizzata sulla guerra anti-sommergibile lungo le coste;
- Operation MARTILLO - Insieme alle forze militari di diverse nazioni della regione, l'U.S.Navy e la U.S.Coast Guard effettuano operazioni di controllo, scoperta, ricerca e sequestro di narcotici illeciti.
- PANAMAX - È designata per preparare le forze della coalizione ad una risposta contro eventuali minacce al Canale di Panama, di importanza commerciale strategica.

## Storia
La storia della Quarta Flotta è abbastanza breve. Creata nel 1943 con il compito di proteggere l'Oceano Atlantico meridionale dalle navi da guerra e dai sottomarini dell'Asse, fu dissolta alla fine della guerra nel 1950 e la sua area delle operazioni assegnata alla Seconda Flotta. Nel 2008, il presidente George W. Bush, ordinò la riattivazione che fu ufficialmente ristabilita il 12 luglio dello stesso anno, con il suo quartier generale condiviso con il Comando meridionale delle forze navali. In questo stesso anno la flotta è intervenuta per fornire supporto alle popolazioni di Haiti, colpite da tre violenti uragani.

## Organizzazione
Il comando ha l'autorità sui seguenti comandi subordinati operativi, i quali non dispongono di nessuna unità navale in maniera permanente:
- Quarta Flotta:
  - Destroyer Squadron 40 (COMDESRON four zero)